# Plectroctena gestroi
Plectroctena gestroi är en myrart som beskrevs av Menozzi 1922. Plectroctena gestroi ingår i släktet Plectroctena och familjen myror. Inga underarter finns listade i Catalogue of Life.

## Bildgalleri

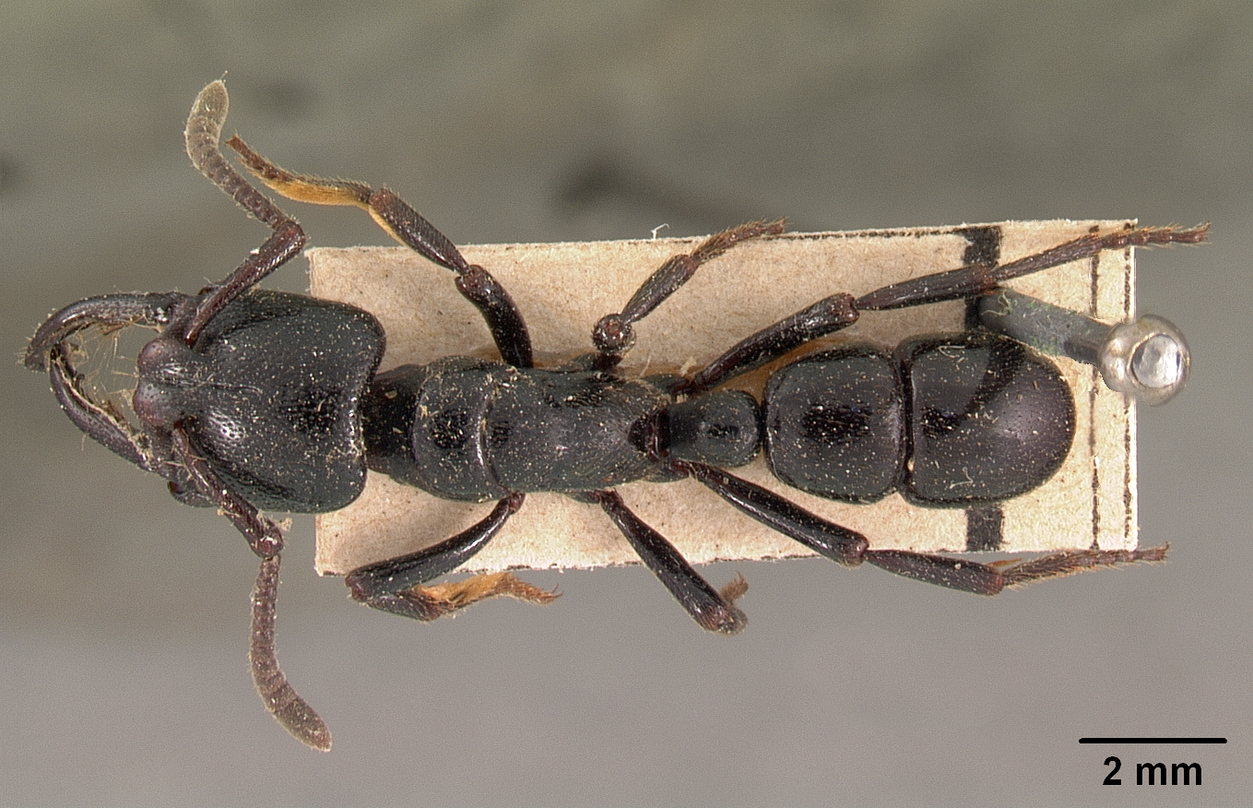
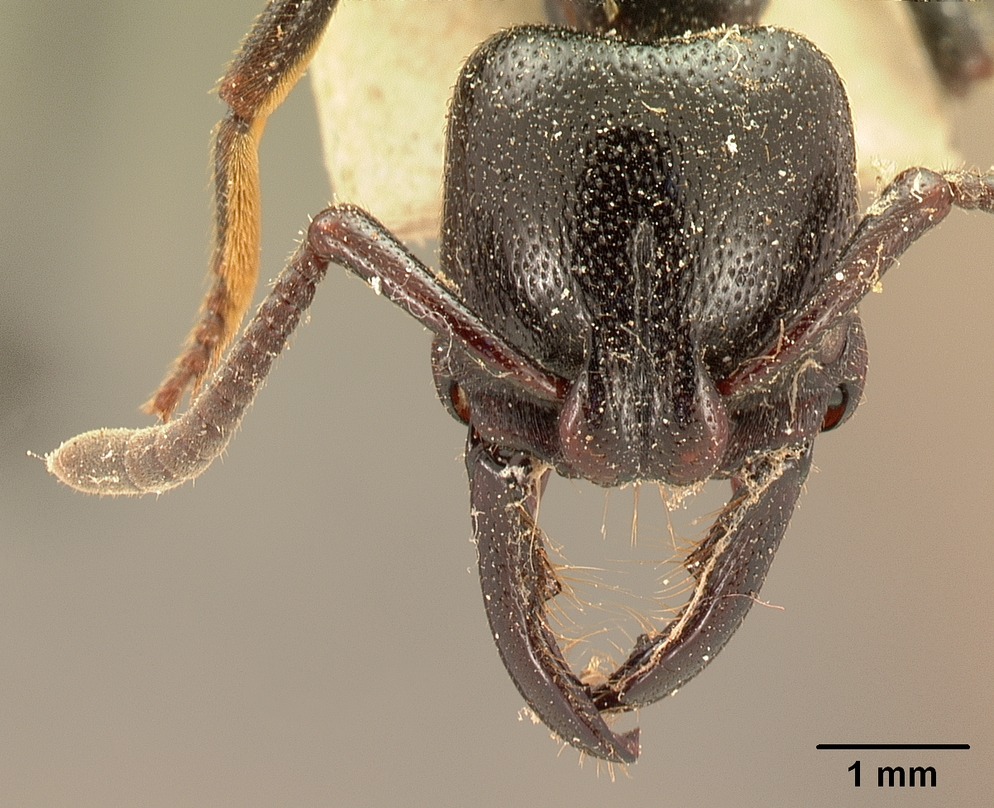
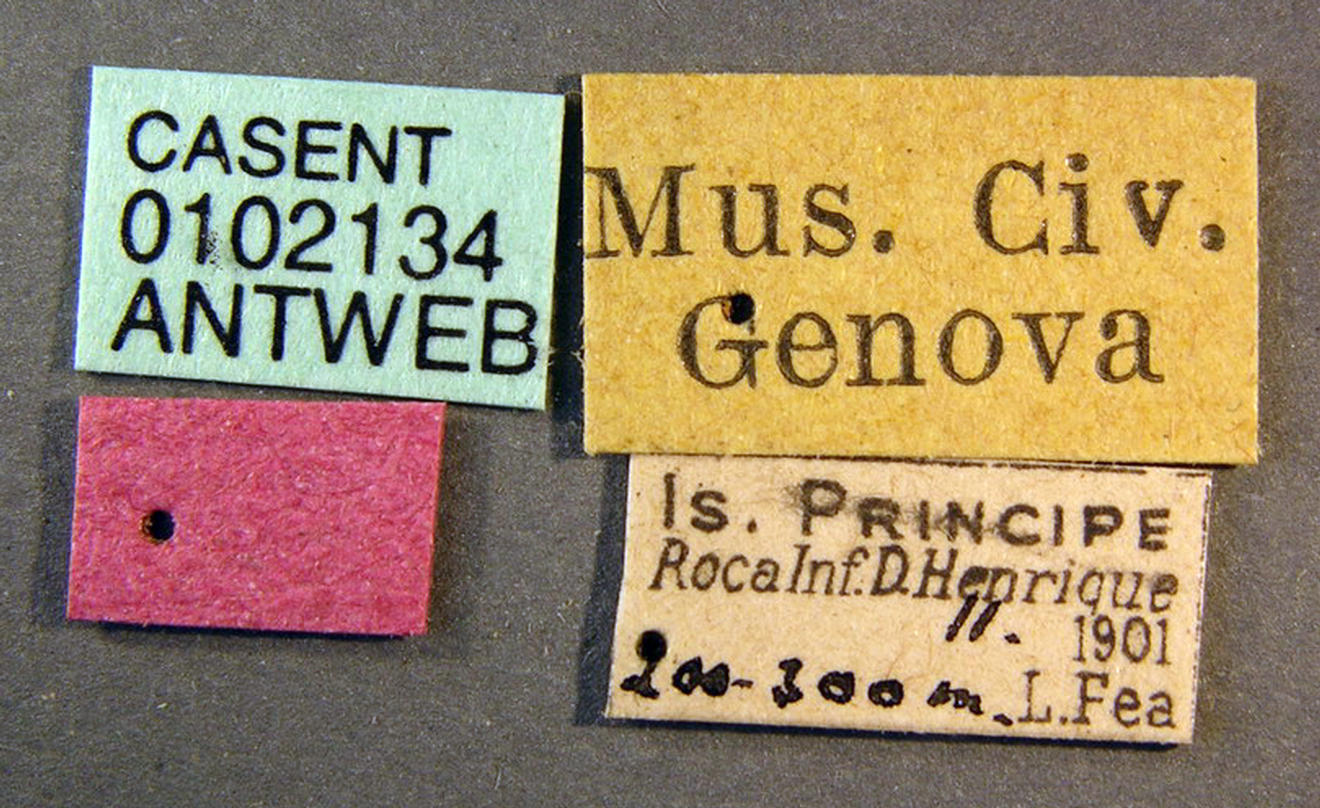
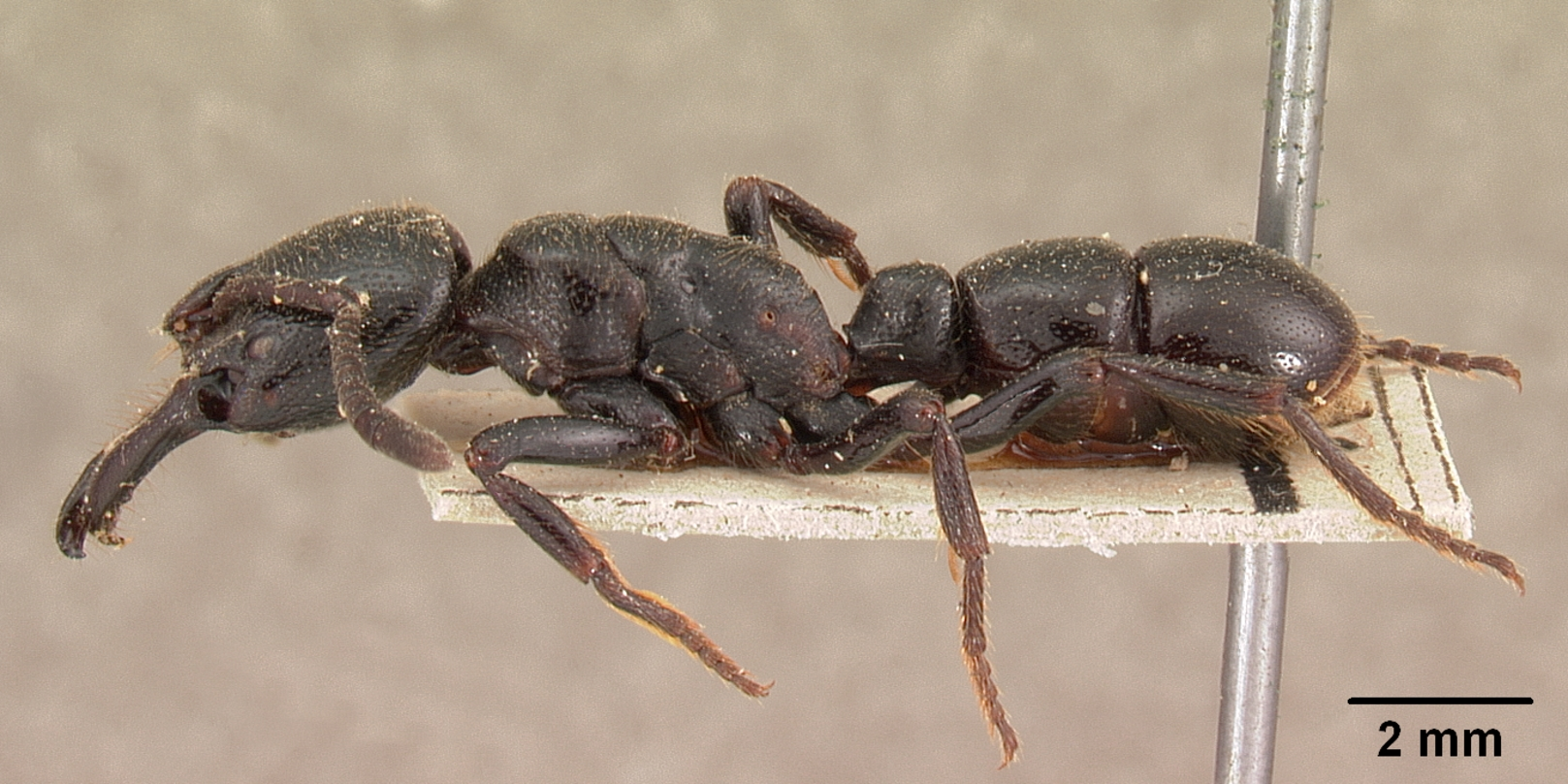